# Step
Step je vrsta plesa. To je veseo, ritmičan i bučan ples prilikom kojega se korištenjem stopala proizvode različiti zvukovi.
Ples  (eng. dance, franc. tance, njem. Tanz, tal. danza) je ritmično pokretanje tijela prema zvucima glazbe (rijetko kad bez glazbe), pojedinačno, u parovima ili u skupinama. Ples prati čovjeka od pamtivijeka, a još i crteži u spiljama pokazuju čovjeka kako pleše. U svojim počecima, ples je bio motorička reakcija na određene osjećaje, na pojačano veselje, strah, žalost, ljubav ili mržnju. Motoričke reakcije na ta uzbuđenja bili su živahni, iracionalni, ali vrlo izraženi sljedovi pokreta, koji su višekratnim uzastopnim ponavljanjem poprimili određeni ritmički obrazac i pretvorili se u ples.
Poseban način korištenja stopala razlikuje step od ostalih vrsta plesa i daje mu posebnu draž. Kada gledamo bilo koju drugu vrstu plesa, vidimo, ali ne čujemo ritmičke uzorke. Čujemo glazbenu pratnju i povezujemo ono što vidimo sa zvukom. U stepu, uz to što vidimo, istovremeno i čujemo ritmičke uzorke koje proizvode pokreti stopala. U tome je posebna čar i draž stepa.
Ono što proizvodi zvuk u stepu jest stopalo. Da bi zvuk bio jači, pleše se u cipelama s metalnim pločicama na petama i prstima. Te pločice se zovu tepovi.
U ovoj vrsti plesa postoji očita razlika između pravog i krivog. Uska koordinacija zvuka i pokreta s glazbom čini plesača svjesnijim pogrešaka.

## Povijest stepa i najpoznatiji plesači
Ono što je danas poznato kao step zapravo ima dva izvora, koji su se tijekom povijesti izmiješali. U početku, step je došao iz Irske oko 400. godine, i taj se ples često naziva "pradjedom" stepa, no step koji danas postoji ustvari su započeli crnački robovi na jugu SAD-a koji su udarali ritam i plesali na riječnim brodovima. Nakon neuspjelog ustanka robova 1739. godine, robovima je bilo zabranjeno svirati bubnjeve, rog i ostale instrumente pomoću kojih su se zabavljali. Našavši se u nezavidnom položaju, robovi su svoju muzikalnost i ritmičnost izražavali toptanjem nogu, udaranjem dlanom u dlan, pucketanjem prstiju te lupanjem i bubnjanjem po tijelu. Vlasnici plantaža su nazivali ove plesače the Levee dancers ili "plesači riječnog nasipa". Za te plesače, cipele nisu bile bitan faktor plesanja, neki su ih nosili, a neki ne. Domorodački američki način stepanja predstavlja kompleksne i sinkopirane ritmove. 
Step i Irski clog su vrlo slični, uglavnom zato što step ima duboke korijene u clogu. U clogu pozornost se ne posvećuje gornjem dijelu tijela koje mora biti potpuno mirno i to se vrlo strogo poštuje. Postoji legenda da je tomu razlog također jedna zabrana. Naime, i Ircima je zbog društvene situacije bilo zabranjeno plesati pa su, da bi napakostili režimu, plesali pored prozora, proizvodeći glasne zvukove, a gornji dio tijela im se nije micao. Danas se taj stil plesa zove Irski step i postao je poznat kroz plesne predstave Michael Flatleya.
Ropsko plesanje je prvi puta kazališno uprizoreno 1828. u tzv. minstrel showu, kroz ples Thomasa Daddya Ricea, Jube (William Henry Lane) i drugih crnih stepera. U isto vrijeme, počinju se razvijati dvije tehnike stepanja: buck and wing tehnika, koju su karakterizirale izuzetna brzina i drvene cipele, a tako je plesao duo Jimmy Doyle i Harland Dixon te soft shoe tehnnika, koja se plesala lagano i opušteno u mekanim kožnim cipelama, a proslavio ju je George Primrose. Obje tehnike se s vremenom spojile u jednu. 
Primarna zadaća step plesača je uvijek bila da zabavi. Mjesto mu je bilo u popularnom kazalištu, a sve do pojave pokretnog filma i televizije publika mu je bila stanovništvo srednje i donje klase, umjesto elite i sofisticiranog društva.
1902. producent Ned Wayburn stvara kazališnu predstavu pod nazivom Minstrel Misses (Minstrel gospođice) i prvi puta u povijesti profesionalno i javno koristi naziv Tap i Step Dance. Gospođice su nosile cipele s drvenim potplatima na petama i prstima. Skoro cijelo desetljeće, sve do negdje oko 1910. plesači su koristili cipele s drvenim potplatima, sve dok se netko nije sjetio pričvrstiti novčiće na pete čizama da bi pojačao zvuk, i tako stvorio po prvi puta ono što danas nazivamo step cipelama. Uz novčiće, raznolikost step koraka, korištenje pljeska i udaraca po tijelu, i dalje su bili u upotrebi.
1920. Bill Bojangles Robinson  (1878. – 1949.), postaje najpoznatiji američki step plesač. Najveći san svakog plesača bio je vidjeti velikog Bojanglesa, ili plesati kao on. Svi su nastojali poput njega držati gornji dio tijela opuštenim i pri tom naglasiti ritmičko sinkopiranje stopalima. Govorilo se on može otplesati najlakšu točku na svijetu da ljudi ne primijete, zbog svojeg neopisivog šarma i karizme. On je mogao izludjeti plesača kompleksnošću određenog koraka koji je izgledao tako lagano. Kada sami step plesači govore o velikom Bill Robisonu, govore o najvećem plesaču svih vremena.  Zanimljivo je da je u svoje doba bio toliko slavan da je na njegovu 60.-u godišnjicu sudjelovanja u show biznisu, njujorški gradonačelnik W. O'Dwyer proglasio Dan Billa Robinsona. 
Step je dolazio na mala vrata, a posebno je dobio na značaju 30.'ih i 40.'ih godina 20. st., kada se ljudi ubrzano upoznaju s tim načinom plesa. Plesači poput Fred Astairea, Paul Drapera i Gene Kellya dodali su u step elemente i pokrete iz baleta i modernog plesa. 
Mislim da smo svi čuli za Fred Astairea (1899. – 1987.), američkog plesača i glumca, poznatog po svojem sofisticiranom stilu plesa i glumi u glazbenim komedijama. U svojim mladim danima plesao je sa svojom sestrom Adelle i kao duo su bili poznati plesni tim s Broadwaya koji je plesao u mjuziklima. Kada mu se sestra povukla, Fred je započeo karijeru u filmovima. Mnoge su njegove uloge nezaboravne, s partnericama poput Judy Garland i Audrey Hepburn no najveći uspjeh postigao je s Ginger Rogers. Zajedno su razvili elegantan plesni stil, zapažen po tehničkom savršenstvu i intimnosti. Kao možda najveći plesač svog vremena, Astaire je kombinirao svoje tehničko umijeće sa smislom za humor. 1949. njegov rad je priznat i od američke Akademije posebnom nagradom. Nacionalna Akademija Znanosti i Umjetnosti postumno mu je dodijelila Grammya za životno djelo 1989. Njegova autobiografija se zove Koraci u vremenu (Steps in time, 1959.)
Drugi velikan stepa tog vremena je Gene Kelly  (1912. – 1996.), američki plesač stepa i klasičnog baleta, najpoznatiji po svom radu na velikim holivudskim mjuziklima. Počeo je plesati u majčinoj plesnoj školi, nakon Broadwaya preselio se u Hollywood, otplesao je desetke filmova, a najzapaženija uloga mu je u slavnom filmu Singin' in the rain(1952.). Za svoj rad dobio je mnoge nagrade, pa tako i posebnu nagradu američke Akademije za zasluge u koreografiranju na filmu (1951.), posebnu nagradu Legije časti od francuske Vlade (1960.), te dvije nagrade za životno djelo; jednu od Kennedy centra (1982.), a drugu od Američkog Filmskog Instituta. 1994. dobio je i Nacionalnu medalju za umjetnost.
Kada se step preselio na filmsko platno, unatoč mnogim pozitivnim promjenama, poput toga da su sada stvarno svi znali što je step, dogodile su se i neke negativne promjene, a to je da je velika većina crnih plesača zamijenjena bijelim. 
50.'ih je step polako gubio na popularnosti, i to iz mnogih razloga, poput promjena stila u glazbi i trendu uvođenja klasičnog baleta u filmove. Step je opstao samo kao ples "za gušt" i užitak plesača.
Ranih osamdesetih niz filmova s Gregory Hinesom vraća step ponovno na kartu i pridonosi ponovnom rastu njegove popularnosti. 
Gregory Hines (1946. – 2003.), američki je plesač, glumac i zabavljač. Osim što je poznat kao plesač, također je i poznat glumac koji je nastupao na pozornici, u filmovima i na televiziji. Počeo je plesati zajedno s bratom s kojim je sudjelovao u točki The Hines Kids, a kasnije im se pridružio i otac. Svirao je i pjevao u bendu, nastupao na Broadwayu i u hollywoodskim filmovima. Najpoznatiji plesni filmovi su mu The Cotton Club (1984.), White Nights (1985.),  i Tap (1989.). Mlađoj generaciji poznat je po neplesnoj ulozi Ben Doucettea u humorističnoj seriji Will i Grace. Dobitnik je nagrade Emmy 1989. i nagrade Tony 1992.

## Osnovni smjerovi u stepu

### Ritmički ili crnački način stepanja
Slično kao i u samom Jazz plesu, tako se i u stepu razvio način plesa koji se često naziva crnačkim načinom. Osnovna mu je značajka izvesti što veći mogući broj varijacija na određenu temu, a u biti poigravati i svirati popularne ritmove. U početku su crni steperi stepali gdje god su stigli. Najčešće je to bilo na uglovima ulica, u tavernama, a krajem 19. st. i u putujućem showu. Plesači su pritom ostvarivali efekt svirke na bubnjevima. Tako su iz redova plesača potekli neki poznati jazz bubnjari, poput Jo Jonesa. Nakon II. svj. rata izuzetno popularan postao je Sammy Davis jr., koji je uz to što je bio plesač, bio i pjevač, glazbenik i glumac. Zajedno sa svojim ocem i ujakom nastupao je u varijeteima i noćnim klubovima Los Angelesa i New Yorka.
Ovaj stil plesanja se i danas pleše na isti način, a za neukog ili lošeg poznavaoca glazbe zna biti čak i pretežak.

### Revijski ili Hollywoodski način stepanja
To je vrsta stepanja koja prije svega mora biti lijepa za oko. Gledajući takav ples, slušamo i glazbu, kojoj plesač udarajući pločicama o pod, daje svoj doprinos. U više je slučajeva takav način stepanja bio popraćen i vokalnom pratnjom samih plesača. 
Glavni predstavnici su Bill Robinson, Fred Astaire, Ginger Rogers, Gene Kelly.

## Step danas
1989. osnovan je Američki Nacionalni Step Ansambl i od tad bilježi nezapamćeni rast i uspjeh. Koliko Amerikanci vole step, govori činjenica da je 1989. glasanjem Kongresa donesen zakon o obilježavanju Nacionalnog dana stepa, 25. svibnja. 
Step je čak spomenut i u jednoj od najpoznatijih knjiga na svijetu, Guinessovoj knjizi rekorda, i to po broju udaraca koje je jedan plesač uspio proizvesti u sekundi. Sve do 1989. taj rekord je držao Roy Castle, i to od 14. siječnja 1973., s 1440 udaraca u minuti, ili točnije 24 u sekundi. U svibnju 1989. Irski plesač Michael Flatley uspio je srušiti taj rekord, i to s 28 udaraca u sekundi. 1998. je srušio sam svoj rekord s nevjerojatnih 35 udaraca u sekundi. Da bismo bolje razumjeli o kakvoj se brzini radi, napomenimo da televizor proizvodi sliku brzinom od 24 sličice u sekundi. 
Michael Flatley (1958.-), postao je poznat po svom velikom djelu Riverdance, spektakularnoj plesnoj predstavi. Rođen je kao Michael Ryan Flatley 16. srpnja 1958. u Chicagu s irskim korijenima. Baka mu je od četvrte godine usadila u noge i srce ljubav prema irskom plesu, a nakon što se okušao i kao boksač, roditelji su ga u 11. godini natjerali i službeno u školu irskog plesa. Iako po zanimanju građevinski radnik s poslom u očevoj firmi, ples mu je bio u krvi. Majka i baka su mu nekad bile prvakinje irskog stepa a pokojnoj baki i danas odaje počast ostavljajući uvijek jedno prazno mjesto u prvom redu publike. Nakon srednje škole, otvorio je svoju školu plesa i započeo svoj put prema slavi. Nakon godina i godina plesanja i sviranja flaute, 1993. su mu se otvorila sva vrata kada ga je na jednom plesnom nastupu vidjela irska predsjednica i bila toliko oduševljena da je naručila plesnu točku za spektakl pjesme Eurovizije u Dublinu 1994. Sve nakon toga je povijest.
Na Eurovizji je točka trajala 7 minuta, a publici se toliko svidjela da je perasla u cjelovečernji show koji je počeo funkcionirati 1995. Jednako spektakularno kao što se show proslavio, tako se i Flatley nakon samo nekoliko mjeseci iz nepoznatih razloga povukao iz točke i desetak dana nakon počeo koreografirati svoje životno djelo, Lord of the Dance. To je priča utemeljena na staroj keltskoj legendi: "...kada je vrijeme stajalo i Erin je bila božica svega...sve priče su bile napisane i svatko je znao sve dijelove. Ali stari klanovi su čuli podrhtavanje i san Duha je bio prekinut. Nova tamna sila se izdigla da se suprotstavi Lordu Plesa. Duh putuje kroz vrijeme i prostor da pomogne Lordu Plesa zaštititi njegove mitske stanovnike...". 
Priča je klasična bajka o borbi dobra i zla temeljena na irskom folkloru u kojem se Lord Tame i Lord Plesa suprotstavljaju jedan drugome. Ova priča odjevena u predivne srebrne i crne kostime, ispričana kroz plesače koji plešu moderan ples u kombinaciju s irskim folklorom, u specifičnim tvrdim cipelama i izvedena s nevjerojatnom preciznošću imala je svoju premijeru u srpnju 1996. Nakon što ga je vidio i upoznao gotovo cijeli svijet, sam Flatley je otplesao svoju zadnju predstavu 1998. u londonskom Hyde parku, i to u turbo verziji Feet of Flames sa 100 plesača na pozornici istovremeno. Nakon što se povukao iz aktivnog plesanja, Flatley je nastavio slijediti svoj san i sada ima jednu trupu stacioniranu u Las Vegasu, jednu u Disneylandu i dvije internacionalne koje putuju svijetom. 
Popis nagrada i počasti koje je dobio je iznimno velik, a činjenica da ima svoje sredstvo rada, svoja stopala, osigurana na 25 mil. funti i poseban Dan Michaela Flatleya u Las Vegasu svaki puta nas ostavi bez teksta. 
Danas radi na novom showu the Celtic Tiger koji će, vjerujatno, pomaknuti granice plesa na razine koje ne vjerujemo da postoje. 

## Institucionalizacija stepa kao plesa danas
Nakon što je step u Americi postao iznimno popularan, htjelo se znati tko je u stvari najbolji u toj vrsti plesa. No, bilo je potrebno dugo vremena da se takvo pitanje postavi i u cijelom svijetu.
U početku su u Americi postojala natjecanja, koja su na žalost bila izuzetno usko usmjerena. Naime, njih su organizirale pojedine plesne škole, koje su tvrdile da su najbolje, pa su prema tome svog najboljeg plesača smatrale i najboljim u svijetu. Ono što je svijet mogao vidjeti i prosuditi, bilo je jedino u filmovima. Ali, u filmovima zasigurno nisu nastupali najbolji plesači svoga doba. Zbog rasne diskriminacije, u to doba prisutne u Americi, često su mnogi crni plesači nepravedno potiskivani u pozadinu. 
Prvo ozbiljno natjecanje na svjetskom nivou bilo je organizirano tek 1980. godine formiranjem svjetske organizacije za revijski ples, gdje spada i step. Organizacija koja je uspjela okupiti gotovo sve plesače slobodnijih stilova ili revijskog plesa je International Dance Organization (IDO) sa sjedištem u Firenci. 
Revijski plesači su uglavnom profesionalci, stoga je i ova organizacija namijenjena profesionalcima, a pristup na natjecanja dozvoljen je i amaterima. Posljednjih godina ova organizacija doprinijela je naglom razvoju stepa u cijelom svijetu. 
Formiranjem Hrvatskog udruženja revijskog plesa (HURP) 1993. razvoj je i u Hrvatskoj naglo ubrzan. Zahtjev za članstvo u IDO-u je poslan 1993, nakon što je Hrvatska poslala svoje prve predstavnike na natjecanje u Luzern,u Švicarsku, koji nisu prošli nezapaženo. Nakon natjecanja u Dunajvarosu, u Mađarskoj, Hrvatska je primljena u punopravno članstvo. Danas se natjecanja stepa odvijaju pod organizacijom Hrvatskog show dance saveza (HSDS). Hrvatski predstavnici zadnjih nekoliko godina postaju dio svjetske step elite, osvajajući niz svjetskih naslova godinu za godinom, od kojih izdvajamo naslov svjetskih prvaka u stepu u kategoriji dječjih malih grupa, nekoliko naslova viceprvaka, kao i iznimno dostignuće kao svjetskih viceprvaka u kategoriji odraslih na natjecanju održanom u Riesi, Njemačkoj, 2004.
Nakon početnih napora pionira stepa u Hrvatskoj početkom 90.-ih, danas se u Hrvatskoj organizirano bave stepom dva plesna studija, Step'n Jazz iz Dubrovnika i Step by Step iz Zagreba, koji svake godine na svjetska natjecanja šalju gotovo 200 predstavnika koji ponosno brane boje svoje države. Oba kluba su na sličnoj razini što se samih koreografija tiče i vrlo sličnih rezultata
Step je dio svijeta zabave preko 150 godina. Kako su se mijenjali zahtjevi publike, step je zadržao ono najbolje iz povijesti i dodao bogatstvo materijala sadašnjosti. Dok god postoje kreativni plesači i uvijek novi izazovi, čini se da će publika ohrabrivati stepere za iskazivanjem svoje još veće virtuoznosti i straživanjem granica svojih mogućnosti. Osjećaj za jigging, shuffling i winnging nastavit će razvijati svoj put u budućnost.